# The Siren (chanson)
Pour les articles homonymes, voir Siren et The Siren (film, 1927).
Singles de Nightwish
Kuolema Tekee Taiteilijan
(2004) Sleeping Sun
(2005)
The Siren est le quatrième et dernier single extrait de l'album Once du groupe Nightwish. Il est sorti en février 2005 et a été composé par Tuomas Holopainen (claviériste et fondateur du groupe) et Emppu Vuorinen (guitariste).